# الحزب الجمهوري للديمقراطية والتجديد
الحزب الجمهوري للديمقراطية والتجديد الذي عُرف لسنين عديدة باسم «الحزب الجمهوري الديمقراطي الاجتماعي» هو حزب سياسي موريتاني.

## التأسيس
تأسس عام 1991 على يد الرئيس معاوية ولد سيدي أحمد الطايع، وكان الحزب الحاكم للبلاد منذ تأسيسه حتى الانقلاب الذي أطاح بظام ولد الطايع عام 2005، وبعد الانقلاب ندد الحزب به في البداية، لكنه عاد ودعم ما أسماه البرنامج الإصلاحي للمجلس العسكري الذي الانقلابي، وانضمّ للأغلبية الداعمة للأنظمة اللاحقة، ثم تغيّر شكله لاحقا وتراجع وجوده في البرلمان بشكل كبير.